# Fernando Luna Calderón
Fernando Luna Calderón (Santiago de los Caballeros 23 de noviembre de 1945-27 de noviembre de 2005) fue un médico, biólogo humano, paleopatólogo y psicólogo dominicano: fue director del Departamento de Antropología Física del Museo del Hombre Dominicano por espacio de 27 años y desde el año 2000 fue nombrado director del Museo Nacional de Historia Natural. Conocido por sus importantes investigaciones de cementerios aborígenes en República Dominicana, Puerto Rico, Venezuela, Ecuador y Cuba.

## Biografía
Nació en Santiago de los Caballeros el 23 de noviembre de 1945. Hijo de Gilberto Calderón y de Mélida Luna. Desde muy temprana edad colaboró con el movimiento que se enfrentaba a la tiranía de Rafael Leónidas Trujillo. Se enroló en el Movimiento Popular Dominicano. En abril de 1965 luchó junto a los constitucionalistas contra la intervención militar de los Estados Unidos en su país. 
Inició sus estudios en la Universidad Autónoma de Santo Domingo, pero antes de terminarlos fue a estudiar a los Estados Unidos al Smithsonian Institution en Washington D. C., donde estudió antropología física en la rama de la paleopatología ósea y biología humana. Desde 1962 inicio como profesor de Biología y Anatomía en un Liceo de Santo Domingo. Fue profesor invitado en la Universidad Central de Venezuela en 1981, la Universidad de Harvard y la Universidad de Boston en 1982 y la Universidad de Oriente en Santiago de Cuba en 1996. Instituciones ligadas a la arqueología también le invitaron a compartir sus conocimientos, como el Museo de Quibor; el Museo Arqueológico de Madrid; el Centro Ceremonial de Tibes y el Museo de Ponce, en Puerto Rico. En Cuba, Puerto Rico, Venezuela, Martinica, Haití y Ecuador desarrolló una labor científica en cementerios y osarios de poblaciones antiguas.
Fue miembro fundador del Museo del Hombre Dominicano en 1973, durante un espacio de casi 30 años dirigió el Departamento de Antropología y fue director del Departamento de Historia de la Universidad Nacional Pedro Henríquez Ureña y en el 2000 fue designado director del Museo Nacional de Historia Natural.

### Estudios Científicos
En la década de los sesenta encontró el enterramiento de un cacique con su mujer principal, en La Cucama, Santo Domingo. Este fue el único sacrificio humano practicado por los taínos del lugar y descrito por las crónicas. En el Soco, San Pedro de Macorís, encontró dos fases de un asentamiento ceramista, con las cuales quedó comprobado que, en la primera fase, los aborígenes no dominaban el parto o nacimiento, pues muchos de los enterramientos correspondían a seres del sexo femenino con sus criaturas en el vientre, mientras que en la segunda, al no encontrarse este tipo de enterramiento, pudo llegarse a la conclusión de que ya los aborígenes habían llegado a dominar este proceso natural.
En 1984, descubrió esqueletos femeninos en La Isabela, primera villa española en América, dando a conocer así que hubo mujeres que viajaron como polizontes. En 1985 Luna estudió el esqueleto de un aborigen sepultado en el presbiterio del templo de Pueblo Viejo de Azua, último lugar donde vivió el cacique Enriquillo, lo que sugirió la posibilidad de que la osamenta correspondiera a este personaje que mantuvo durante 14 años a los españoles en guerra.
En 1987 trabajó en el rescate de los héroes de Constanza, Maimón y Estero Hondo, quienes viajaron en una expedición desde Cuba para enfrentarse a la dictadura trujillista. Fueron halladas 67 osamentas, de las que casi 40  pudieron ser identificadas. También trabajó en otros sitios contribuyendo a la identificación de importantes figuras históricas como Enrique Blanco, Concepción Bona y Gastón Fernando Deligne, los héroes de la Restauración de Santiago y los patriotas muertos junto al Padre de la Patria Francisco Sánchez del Rosario en San Juan de la Maguana. Su último trabajo lo llevó a cabo el año 2005, en Bayahíbe, La Romana, República Dominicana, en el enterramiento de un joven.